# Дони-Детлак
Дони-Детлак (серб. Доњи Детлак) — населённый пункт (деревня) в общине Дервента, который принадлежит энтитету Республике Сербской, Босния и Герцеговина. По результатам югославской переписи населения 1991 года в Дони-Детлаке проживало 430 человек.

## География
Деревня расположена между двумя реками. С востока протекает река Лупляница, а с запада — река Укрина. Лупляница впадает в Укрину на окраине села, у деревни Саставци.

## Археология
Дони Детлак богат археологическими памятниками периода от каменного века до восстания против турецкого гнёта в 1834-м году. Археолог Милан Джурджевич во время археологических раскопок в долине, в непосредственной близости от реки Укрина, нашёл три урны с крышками и три могилы были из среднего бронзового века и пару артефактов римской эпохи.

## Население
В населении деревни значительно преобладают сербы.
| 1991                           | - | - | - | - | - | - |
| ------------------------------ | - | - | - | - | - | - |
| 430                            | - | - | - | - | - | - |
| Гистограмма динамики населения |   |   |   |   |   |   |

### Национальный состав
1991 год:
- Сербы — 427 человек (99,30 %)
- Хорваты — 2 человека (0,47 %)
- Югославы — 0 человек (0,00 %)
- Мусульмане — 0 человек (0,00 %)
- Другие — 1 человек (0,23 %)